# Abrostola major
Abrostola major là một loài bướm đêm trong họ Noctuidae.